# Avgustova vila
Avgustova vila ali Domus Augusti je prvo večje nahajališče ob vstopu na Palatinski grič v Rimu v Italiji. Zgodovinsko gledano je bila ta vila prepoznana kot primarno prebivališče cesarja Avgusta . Domus Augusti je v bližini tako imenovane Romulove koče in drugih lokacij, ki so povezane z ustanovitvijo Rima. Ta rezidenca je vsebovala kompleks objektov, ki so bili okoli templja Apolona Palatina.
Domus Augusti ne smemo zamenjavati z bližnjim Domus Augustana, del velikega kompleksa, ki ga je zgradil cesar Domicijan na Palatinu leta 92. 

## Izkopavanja
Leta 1865 je Pietro Rosa začel z izkopavanji na Livijini vili. Njegova izkopavanja, ki so bila del večjega programa, ki ga je naročil Napoleon III., so vključevala površinsko izkopavanje na jugu Domus Augusti. Leta 1937 je Alfonso Bartoli opravil nadaljnje preglede območja in našel arheološke ostanke porušenih obokov . Leta 1956 so se pod Gianfilippom Carettonijem začela obsežna izkopavanja. Njegova začetna izkopavanja so razkrila strukturo, sestavljeno iz niza sob, ki je bila zdaj identificirana kot del večjega kompleksa, znanega kot Peristil A. On je to strukturo pripisal Avgustu glede na bližino bližnjega Apolonovega templja . V prvem desetletju 2000-ih je bilo opravljeno nadaljnje delo, zaradi katerega so arheologi ugotovili, da je prvotni peristil del veliko večje vile . Leta 2008 je bil dokončan program za obnovo, za katerega je rečeno, da je stal skoraj dva milijona evrov, kar je javnosti omogočilo dostop do prostorov, ki jih je izkopal Gianfilippo Carettoni. 

## Pisni dokazi
Avgustova vila je močno potrjena v antičnih pisnih virih. Svetonijeva dela kažejo, da se je Oktavijan preselil v vilo Kvinta Hortenzija na Palatinu in se preselil iz svojega prvotnega doma na Rimskem forumu . Velej poroča, da je Oktavijan začel kupovati zemljišče okoli Hortenzijeve vile . Kmalu zatem je to mesto zadela strela, zato je Oktavijan to razglasil za javno lastnino in je Apolonu posvetil tempelj, saj je Apolon pomagal Avgustu pri njegovi zmagi nad Sekstom Pompejem leta 36. pr. n. št. In zaradi tega pobožnega dejanja, kot pravi Kasij Dion, je senat odredil, da je treba lastnino okoli tega območja dati Avgustu iz javnih sredstev . Hrastova krona, za katero so rekli, da je krasila vhodna vrata, je bila priznanje tej senatorski predanosti leta 27. pr. n. št.. Svetonij o tem govori v preteklem času, zato se lahko domneva, da je območje pogorelo med Neronovim velikim požarom.
Vila je bila uničena v požaru leta 3 n. št., vendar je bila obnovljena in je postala državna last.

## Arheološki dokazi
Tloris območja je sestavljen iz niza prostorov v delih, zgrajenih ob različnih časih, iz blokov tufa opus quadratum. Ima dve dvorišči v slogu peristila, ki ju omejujejo majhne sobe. Spomenik je bil dvonadstropen, terasast kompleks. Med vsakim peristilom je tempelj Apolona Palatina. Večina arheoloških dokazov, ki so preživeli, izhaja iz Peristila A, ker je Peristil B uničila poznejša Flavijeva palača tudi (Domicijanova palača. Celotno območje zavzema ca. 8.600 m².

### Carettonijeva hiša
Izkopana in kot jo je sprva označil G. Carettoni kot Avgustova vila, ta struktura obsega severne prostore ob Peristilu A. Struktura je sestavljena iz dveh vrst prostorov, zgrajenih v opus quadratum, razdeljenih na vzhodni in zahodni del.
Prostori na zahodni strani tega kompleksa so morda označeni kot zasebni bivalni prostori. Te sobe so sestavljene iz obsežne dekoracije sten in poslikav. Ena soba, znana kot Soba mask, ima perspektivne arhitekturne poslikave in gledališke maske, značilne za drugi slog rimskega zidnega slikarstva. Druga soba ima girlande iz bora, zelo podobne Livijini vili . Ti dve sobi segata do 30. leta pr. n. št.
Vzhodne sobe so obkrožale velik osrednji prostor, ki je bil odprt proti jugu in je morda služil kot javna funkcija. Ti prostori so bili okrašeni z geometrijskimi talnimi mozaiki. 
G. Carettoni, ki je celotno strukturo označil kot Avgustovo vilo, jo je pritrdil na Apolonov tempelj skozi vhod. Nedavna izkopavanja so pokazala, da so bili ti prostori napolnjeni in delno uničeni v letu 30 pr. n. št., da bi zgradili tempelj Apolona Palatina in ta vhod je zdaj postavljen kot stopnišče na drugo nadstropje. 
Irene Iacopi in G. Tedone menita, da je bil to del prvotne vile Hortenzija, ki jo je kupil Avgust. Po tem, ko je zgradil Apolonov tempelj, s katerim je uničil nekaj teh prostorov, je preuredil svojo vilo in zgradil velik peristil (Peristil A) in prostore nad Carettonijevo vilo. Po drugi strani pa sta A. Carrandini in D. Bruno trdila, da sta bili vila in sobe del starejše vile, ki je bila vključena v poznejši peristil.

### Peristil A
Ta peristil leži zahodno od Apolonovega templja. Datira do približno 39. pr. n. št. in je bil opredeljen kot zasebna četrt vile. Ostaja malo arheoloških dokazov, z izjemo dela peristila iz tufa. 

### Peristil B
Znanstveniki so predlagali simetrični načrt celotnega kompleksa, v katerem kompleks peristila (Peristil B) sedi v simetričnem položaju na drugi strani templja in je bil zgrajen med 39. in 36. pr. n. št. Morda je opravljal javno funkcijo . Vendar pa je arheoloških dokazov, ki bi podprli to hipotezo, malo, saj je gradnja Domicijanove palače, znana tudi kot Domus Augustana, zmotila velik del tega območja na Palatinu. Nekateri znanstveniki so predlagali, da je zato dobil ime Domus Augustana. 

### Tempelj Apolona Palatina
Prvotno označen kot tempelj Jupitra Viktorja, je tempelj Apolona Palatina med obema peristiloma, na višji terasi. Dokončan je bil leta 28 pr. n. št., kar potrjujejo najdbe republikanskih vil pod njim. Ploščad je merila 24 m krat 45 m, tempelj pa je imel banjaste oboke in korintske kapitele. Zgrajen je bil iz marmorja in betona, je poleg Sibilinih knjig hranil tudi kultne kipe Apolona, Diane in Leto. 

## Vprašanja identifikacije
Svetonij (ok. 70  ̵ 130 n. št.), odvetnik in tajnik cesarske palače, je pisal o Avgustovi vili:
Na splošno se strinjajo, da je bil najbolj umirjen in brez suma na kakršno koli krivdo. Najprej je živel v bližini Foruma Romanuma, nato na Palatinu v skromnem bivališču, ki ni bilo izjemno niti po velikosti niti po eleganci, ampak je imelo le kratko kolonado s stebri iz lokalnega kamna in prostore brez marmornih dekorjev ali lepih tlakov. Že več kot 40 let je uporabljal isto spalnico pozimi in poleti.
Ta skromnost je potrjena tudi v avgustovski promociji protikorupcijskih zakonov, kjer je omejil zasebne gradbene projekte. Ti zapisi so v zadnjih letih sprožili razprave o identifikaciji tega spomenika in postavili pod vprašaj opredelitev tega kompleksa kot Avgustove vile. Carettoni, ki je le delno izkopal to območje, je strukturo označil kot zadržano v eleganci in dekorju. Ker je nadaljnje izkopavanje razkrilo zelo velik tloris vile, je Andrea Carandini naklonjen dvomu v izjavo Svetonija.  Drugi učenjaki so namesto tega predlagali, da bi bila ta vila preveč razkošna in velika, da bi bila Avgustova, ki je opisana v literarnih virih. 